# 시흥고등학교
시흥고등학교(始興高等學校)는 대한민국 경기도 시흥시 하상동에 있는 공립 고등학교이다.

## 학교 연혁
- 2003년 2월 25일 : 8학급 설립 인가
- 2003년 3월 1일 : 초대 권혁일 교장 부임
- 2003년 3월 4일 : 제1회 입학식 (8학급 273명)
- 2003년 8월 26일 : 교사동 건물 준공
- 2006년 2월 10일 : 제1회 졸업식 (7학급 237명)
- 2007년 12월 24일 : 옥상정원(화소담) 준공
- 2009년 10월 26일 : 체육관(웅비관) 및 기숙사(자양학사) 준공
- 2015년 4월 16일 : 지영동산 준공
- 2022년 3월 1일 : 제7대 김용오 교장 부임
- 2023년 12월 20일 : 제19회 졸업식 (11학급 283명) 총 졸업생수 7,622명
- 2024년 3월 4일 : 제22회 입학식(11학급 348명)

## 참고 자료
- 시흥고등학교 - 한국교육학술정보원 학교알리미